# خليل الخليل
خليل كاظم الخليل (مواليد 1941) هو محامٍ لبناني ودبلوماسي سابق شغل منصب سفير لبنان في بلدان مختلفة من عام 1971 إلى عام 1994.

## الحياة المبكرة والتعليم
وُلِد خليل في صور في 8 فبراير 1941. وهو من عائلة شيعية. والديه هما كاظم الخليل، سياسي، ومزين حيدر. 
حصل خليل على درجة البكالوريوس في القانون من الجامعة الأميركية في بيروت.

## الحياة المهنية
عمل خليل محاميًا بعد تخرجه. ثم التحق بوزارة الخارجية. كان أول منصب دبلوماسي شغله هو سفير لبنان لدى إيران والذي شغله بين سبتمبر 1971 وسبتمبر 1978.  تم تعيينه سفيراً للبنان لدى جمهورية ألمانيا الاتحادية في أكتوبر 1978 وبقي في منصبه حتى يوليو 1983. وأصبح مديرًا عامًا للشؤون القانونية بوزارة الخارجية بين عامي 1983 و1985. ثم أصبح سفيراً للبنان لدى هولندا من سبتمبر 1985 إلى 1990. ثم تم تعيينه سفيراً للبنان لدى تركيا عام 1991 وظل في هذا المنصب حتى عام 1994. استقال من منصبه الدبلوماسي في 21 يونيو 1996.

### الأنشطة
خلال فترة عمله الدبلوماسي في إيران، عمل خليل بشكل وثيق مع الشاه محمد رضا بهلوي. وكان أحد أنشطتهم التعاونية هو الحد من شعبية موسى الصدر، وهو شخصية شيعية لبنانية قوية. ولم تكن علاقة عائلة خليل جيدة مع موسى الصدر بسبب الخلافات بين الصدر وناصر الخليل شقيق خليل الخليل. وكان خليل أيضًا قريبًا من السياسي الإيراني أسد الله علم.
كما إن خليل من بين الموقعين على وثيقة احتجاجية على النهج الطائفي للجماعتين السياسيتين الشيعيتين، حركة أمل وحزب الله. صدرت الوثيقة بتاريخ 9 يونيو 2020.